# Festival international du film de l'internet de Paris
Le Festival International du Film de L'internet (Le FIFI devenu Le FIFI Festival en 2002) a été créé en 1999 à l'occasion de la Fête de l'Internet.
Le FIFI était un festival consacré aux fictions audiovisuelles exclusivement diffusées sur Internet. Il a été créé par Christophe Clément et Vincy Thomas, avec le soutien de Jean-Michel Billaut et Brigitte Guillemette, Alexia Guggémos en a été la déléguée générale chargée de la sélection, de 1999 à 2001.
Il a eu lieu à l'Espace Vivendi (Paris) en 1999, avec Havas et Canal+ comme partenaires.
En 2000 et 2001, il a pris place à Lille.
En 2002 et 2003, il s'est tenu à la Cité des sciences et de l'industrie (Paris).